# Mongo (unidad monetaria)
El mongo —en mongol мөнгө— es una unidad monetaria fraccionaria mongola. Cien mongos valen un tugrik.
Las primeras emisiones de moneda denominadas en mongos fueron realizadas en 1925. La serie incluía piezas de cobre de 1, 2 y 5 mongos, así como piezas de plata de 10, 15, 20 y 50 mongo. Se calcula que se emitieron 1,5 millones de piezas de 10 mongos, 417 000 de 15; 1 625 000 piezas de 20, y 920 000 piezas de 50.
Una nueva serie, emitida en 1937, incluía piezas de aluminio-bronce de 1, 2 y 5 mongos. Las piezas de 10, 15 y 20 mongos se realizaron en cuproníquel. En esta ocasión no se emitieron piezas de 50 mongos. La serie de 1945 tuvo esa misma composición, pero se cambió el escudo nacional y se utilizaron el alfabeto cirílico y la numeración occidental en lugar del alfabeto y numeración mongolas.
La serie de 1959 se compuso de seis piezas de 1, 2, 5, 10, 15 y 20 mongos. Todas ellas estaban hechas de aluminio y los tres valores más pequeños estaban perforadas.
Entre 1970 y 1981 se emitieron las piezas de una última serie. Se compuso de monedas de aluminio de 1, 2 y 5 mongos, y monedas de cuproníquel de 10, 15, 20 y 50 mongos.
En 1993 se realizó una emisión de billetes denominados en mongos. Incluyó tres valores, 10, 20 y 50.

## Imágenes

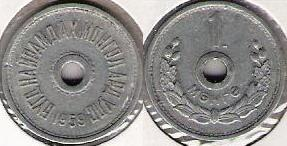
1 mongo, 1959.
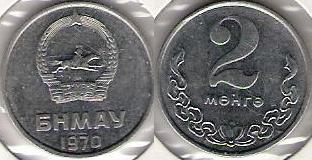
2 mongos, 1970.